# Vilberto Stocchi
Vilberto Stocchi (Apecchio, 15 aprile 1954) è un biochimico italiano, Rettore dell'Università Telematica San Raffaele di Roma dal 10 dicembre 2020.

## Biografia
Laureatosi in Scienze Biologiche all'Università di Urbino, nel 1977; nel 1983 è divenuto professore associato di Biologia Molecolare presso la Facoltà di Scienze Matematiche Fisiche e Molecolari della medesima Università in cui si era laureato.
Dal 1990 al 1993 è stato professore straordinario di Biochimica Applicata e dal 1993 è divenuto ordinario di Biochimica, dove da subito ha intrapreso un’intensa attività accademica e di ricerca – oggi documentata da oltre 400 lavori pubblicati su riviste scientifiche internazionali, e più di 350 partecipazioni a congressi in Italia e all’estero – avviando collaborazioni con prestigiosi centri di ricerca europei e statunitensi. Mentre dal 1993 al 1994 ha fatto parte del Consiglio di Amministrazione dell'Ateneo urbinate.
È stato Presidente del Consiglio di Amministrazione e Direttore dell'Istituto Superiore Pareggiato di Educazione Fisica (ISEF). Dal 2002 al 2014 è stato Preside della Facoltà di Scienze Motorie dell'Università di Urbino.
Ha ricoperto la carica di Prorettore, dal 2001 al 2009, con delega alla Ricerca e alle relazioni internazionali.
Nel giugno 2014 è stato eletto rettore dell'Università degli studi di Urbino "Carlo Bo", in carica dal 1º novembre 2014 al 29 ottobre 2020. È stato il primo rettore di area scientifica dell'Università urbinate dal 1944.
Dal 1 agosto 1980 è stato Professore Associato di Biologia Molecolare presso l’Università degli Studi di Urbino Carlo.
Dal 1º novembre 1993 al 9 dicembre 2020 è stato Professore Ordinario di Biochimica presso lo stesso Ateneo. Dal 10 dicembre 2020 è Professore Ordinario di Biochimica presso l’Università San Raffaele Roma.
Dal 1992 al 1994, ha coordinato la Scuola Nazionale di Scienze delle Proteine. Nel 1997 è stato membro della Commissione Ministeriale del Ministero della Ricerca e dell’Università sulla trasformazione degli I.S.E.F in Facoltà di Scienze Motorie. 
Nel 1998 ha organizzato e diretto a Urbino il FEBS Advanced Course “New Strategies and Methods in Protein Research”. 
Nel 2008 è stato nominato membro della Commissione Ministeriale del Ministero della Salute: “Sport e Salute” presieduta dal Ministro Ferruccio Fazio. 
Non sono mancati, nel corso della sua lunga carriera, i riconoscimenti al merito e le onorificenze. Il 3 novembre 2008 è stato nominato “Changing Diabetes Sport Ambassador” nell’ambito del Changing Diabetes Sport Prize – CONI, organizzato dall’Associazione Nazionale Italiana Atleti con Diabete (ANIAD). 
Il 13 gennaio 2017 il Presidente della Repubblica, Sergio Mattarella, gli ha conferito l’onorificenza di Grande Ufficiale dell’Ordine al Merito della Repubblica Italiana. 
Qualche mese più tardi, il 15 settembre 2017, è stato nominato Membro dell’International Global Research Academy Moscow State University-Mosca. 
Due anni dopo, il 5 giugno 2019, l’Accademia delle Scienze Russe gli ha attribuito la Medaglia n° 51. 

## Attività scientifica
Nei primi anni della sua attività di ricerca presso l’Istituto di Chimica Biologica “Giorgio Fornaini” dell’Università degli Studi di Urbino Carlo Bo, si è distinto per le competenze dimostrate in ambito biochimico portando un contributo significativo alla comprensione del metabolismo eritrocitario. In questo campo si è occupato, in particolare, dello studio delle modificazioni molecolari che subiscono gli enzimi quali esochinasi e galattochinasi durante l’invecchiamento del globulo rosso. 
Ha sviluppato, inoltre, metodi HPLC per l’analisi di nucleotidi, aminoacidi e proteine e messo a punto strategie cromatografiche per la purificazione e la caratterizzazione di isoenzimi e forme multiple isoenzimatiche.
Nel 1985 ha pubblicato sulla rivista Analytical Biochemistry lo studio Simultaneous extraction and reverse-phase high-performance liquid chromatographic determination of adenine and pyridine nucleotides in human red blood cells che, con oltre 400 citazioni registrate, è ancora oggi il metodo HPLC più rapido e sensibile per la determinazione di questi metaboliti.
Dal 1992 si è occupato della caratterizzazione biochimica e molecolare di funghi ectomicorrizici. Con il suo gruppo di ricerca ha elaborato numerosi protocolli per l’identificazione delle diverse specie di tartufo, sviluppando modelli in vitro di sintesi micorrizica – fra le specie arboree Tilia platyphyllos e Tilia americana e il micelio di Tuber borchii Vittad – e tecniche analitiche di spettrometria di massa per l’autenticazione e la tracciabilità geografica delle specie più pregiate di tartufo (Tuber magnatum Pico e Tuber melanosporum Vitt.).
Dal 1994 al 1995 ha coordinato il Progetto Strategico del Consiglio Nazionale delle Ricerca CNR Biotecnologia della micorrizazione, e nel biennio 1996-1998, ha coordinato il progetto strategico CNR-Regioni Tuber: Biotecnologia della micorrizazione che ha coinvolto, per la prima volta, dieci regioni d’Italia interessate agli studi sul tartufo. 
Tra il 1996 e il 2001 è stato coordinatore del progetto Caratterizzazione biochimica delle diverse fasi del ciclo biologico di alcune specie di Tuber con particolare riferimento al tartufo bianco pregiato (Tuber magnatum Pico), finanziato dall’Unione Europea attraverso la Regione Marche e implementato, nel 2000-2001, dallo studio Caratterizzazione degli ecosistemi naturali legati alla produzione delle diverse specie di Tuber. Potenziamento del centro di ricerca sul tartufo di Sant’Angelo in Vado – della Regione Marche – per la certificazione delle diverse specie di Tuber.
Dal 2000 al 2003 ha coordinato il progetto PRIN Analisi molecolare della parete cellulare nel fungo ectomicorrizico Tuber borchii Vittad.: identificazione, caratterizzazione e funzione dei componenti polisaccaridici e proteici; nonché il progetto strategico CNR Regioni/Province Biotecnologie dei Funghi eduli Ectomicorrizici: dalle applicazioni agro-forestali a quelle agro-alimentari. 
Tra il 2004 e il 2005 ha coordinato i progetti: PRIN Identificazione di molecole segnale coinvolte nel processo di micorrizazione e maturazione del corpo fruttifero in Tuber borchii; e CIPE Studio del ciclo biologico del tartufo: caratterizzazione molecolare dei diversi aspetti dell’interazione pianta-fungo batteri con particolare riferimento al tartufo bianco pregiato (Tuber magnatum Pico). 
Nel 2008 ha partecipato con il suo team al progetto di sequenziamento del genoma del tartufo nero Tuber melanosporum, coordinato da un consorzio di ricerca europeo. 
Nel 2009-2010 ha coordinato il progetto di ricerca finanziato dal Ministero dell’Ambiente e della Tutela del Territorio e del Mare Tuber: studio del ruolo e funzione del tartufo come nuovo modello per la salvaguardia dell’ambiente e della biodiversità. 
Nel biennio 2010-2012 è stato Responsabile del progetto PRIN 2008 Il ciclo biologico del tartufo: interazioni genotipo-ambiente.
Nel 2011 ha coordinato il progetto Tuber: basic research for the protection and enhancement of a typical product of our territory, finanziato dalla Fondazione della Cassa di Risparmio di Pesaro.
Più di recente, Vilberto Stocchi si è distinto nello studio dei meccanismi molecolari indotti dall’esercizio fisico e coinvolti nella prevenzione e trattamento delle malattie metaboliche, con particolare attenzione al diabete.
Nel corso dell’indagine, con il suo team, ha messo a punto una modalità di prelievo di tessuto muscolare, non invasiva, priva di effetti collaterali e proponibile anche a breve distanza di tempo sullo stesso soggetto.
Nel 2004 è stato coordinatore del Progetto Europeo 2004: Anno Europeo dell’Educazione attraverso lo Sport Educazione e sport: valori senza frontiere. 
Dal 2004 al 2006 ha coordinato il progetto CIPE: Miglioramento della qualità della vita degli anziani della Regione Marche attraverso l’utilizzo di metodologie ed attrezzature innovative con particolare riferimento all’attività fisica.
Nel biennio 2007-2009 è stato responsabile del progetto finanziato dalla Regione Marche: Ruolo dell’Esercizio Fisico nella Prevenzione delle Malattie e nel Miglioramento della Qualità della Vita.
Tra il 2012 e il 2014 è stato responsabile scientifico del Progetto ASUR zona territoriale 2: La medicina di genere nelle malattie aritmogene ereditarie: studio delle alterazioni del DNA nucleare e mitocondriale; e del Progetto Regione Marche sullo Studio delle modificazioni metaboliche e funzionali indotte dall’esercizio fisico in soggetti sani e affetti da patologie croniche e prevenzione cardiovascolare primaria e secondaria.
Attualmente, il suo gruppo di ricerca si occupa dell’analisi di geni e proteine differenzialmente espressi in cellule muscolari durante il processo miogenico, nonché dello studio del proteoma nel tessuto adiposo e muscolare in risposta all’esercizio fisico.
Gli studi condotti hanno portato anche allo sviluppo di nuove procedure d’analisi di dati molecolari, ottenuti mediante la tecnica real-time PCR, e di metodi Cy0 e SOD che hanno suscitato un significativo interesse da parte della comunità scientifica. Nel sito web appositamente predisposto //www.cy0method.org/ è possibile analizzare dati real-time PCR secondo la procedura Cy0.
Vilberto Stocchi è referee di numerose riviste scientifiche internazionali, e nei molti anni di carriera accademica ha tenuto conferenze e seminari su invito presso strutture di ricerca italiane ed estere, quali CNR, Istituto di Ricerche Farmacologiche “Mario Negri”, Milano; “Spring House Laboratories”, Philadelphia; “Supelco Research Laboratories”, State College; “Massachusetts Institute of Technology” (MIT), Boston; “Wistar Institute” of Philadelphia.

## Incarichi
- Responsabile della Sezione di Scienze Motorie e della Salute del Dipartimento di Scienze Biomolecolari dell’Università di Urbino Carlo Bo.
- Presidente dello EUROPE DIRECT MARCHE Carrefour europeo istituito dalla Commissione dell’Unione Europea presso l’Università degli Studi di Urbino Carlo Bo.
- Coordinatore del Progetto Strategico del Consiglio Nazionale delle Ricerche CNR Biotecnologia della micorrizazione. (1994-1995)
- Coordinatore del Progetto Strategico CNR-Regioni Tuber: Biotecnologia della micorrizazione che ha coinvolto, per la prima volta, dieci regioni d’Italia interessate agli studi sul tartufo. (1996-1998)
- Direttore dell’Istituto Superiore Pareggiato di Educazione Fisica (I.S.E.F) dell’Università degli Studi di Urbino. (1996-2001)
- Presidente del Consiglio di Amministrazione dell’Istituto Superiore Pareggiato di Educazione Fisica (I.S.E.F) di Urbino. (1996-2001)
- Membro della Commissione Ministeriale del Ministero della Ricerca e dell’Università sulla trasformazione degli I.S.E.F in Facoltà di Scienze Motorie. (1997-1998)
- Membro della Commissione Ministeriale del Ministero della Salute: “Sport e Salute”. 2008
- Prorettore alla Ricerca e Relazioni Internazionali dell’Università degli Studi di Urbino Carlo Bo. (2001-2009)
- Prorettore allo Sviluppo e alle Relazioni Esterne dell’Università degli Studi di Urbino Carlo Bo. (2009-2014)
- Membro del Consiglio di Amministrazione dell’Università degli Studi di Urbino Carlo Bo.
- Presidente della Conferenza Nazionale dei Presidi di Facoltà di Scienze Motorie. (2002-2012)
- Presidente del Consiglio della Scuola di Scienze Motorie dell’Università degli Studi di Urbino Carlo Bo.
- Direttore dell’Istituto di Chimica Biologica “Giorgio Fornaini” presso l’Università degli Studi di Urbino Carlo Bo.
- Direttore del Centro di Biochimica delle Proteine presso l’Università degli Studi di Urbino Carlo Bo.
- Coordinatore della Scuola Nazionale di Scienze delle Proteine e del FEBS Advanced Course “New Strategies and Methods in Protein Research”.
- Presidente del Comitato Tecnico della Facoltà di Scienze Motorie dell’Università degli Studi di Urbino Carlo Bo.
- Direttore dell’Istituto di Ricerca sull’Attività Motoria presso l’Università degli Studi di Urbino Carlo Bo.
- Preside della Facoltà di Scienze Motorie dell’Università degli Studi di Urbino Carlo Bo. (2002-2012)
- Prorettore dell’Università degli Studi di Urbino Carlo Bo con delega alla Ricerca e alle Relazioni Internazionali.
- Rettore dell’Università di Urbino Carlo Bo. (2014-2020)
- Presidente della Giuria del Premio Nazionale Gentile da Fabriano. (2014-2020)
- Presidente della Giuria del Premio Nazionale di Cultura Frontino Montefeltro. (2014-2020)
- Presidente dell’Istituto per la Formazione al Giornalismo di Urbino. (2014-2020)
- Presidente della Fondazione Carlo e Marise Bo per la Letteratura Europea Moderna e Contemporanea. (2014-2020)

## Riconoscimenti
- Cittadino onorario di Apecchio, dal 21 giugno 2015[5].